# Panský rybník (Jinonice)
Panský rybník (dříve nazývaný Zámecký) je původně průtočný rybník na Jinonickém potoce, první ze sestavy trojice tzv. Jinonických rybníků. Rybník se nachází na zelené ploše poblíž Jinonického zámku ve starých Jinonicích při křižovatce ulic Řeporyjská a Tichnova. Na jižní straně je zelená plocha s rybníkem ohraničena ulicí Tichnova, na západ od rybníka tato zeleň pokračuje až k ulici Schwarzenberská (a dále navazuje na zelenou plochu táhnoucí se západním směrem). Na sever od vodní plochy Panského rybníka se rozkládá Jinonický Dvorec a severovýchodním směrem již zmíněný Jinonický zámek, dle něhož se rybníku také kdysi říkalo (Zámecký).

## Podrobněji

### Historie
Po roce 1620 (po bitvě na Bílé hoře) se pánem jinonického panství stal říšský hrabě a dvořan Pavel Michna z Vacínova, který v pobělohorské době skupoval zkonfiskovaný majetek českých stavů. Když se osada Jinonice dostala v roce 1623 do rukou Pavla Michny z Vacínova, nechal postavit v Jinonicích základy zámku. Roku 1678 koupil panství Jiří Ludvík ze Sinzendorfu. Dluhy jej ale přinutily tento majetek odprodat a tak v roce 1684 koupil celé panství Ferdinand Vilém, kníže ze Schwarzenbergu (1652–1703) pro svého synovce. Tak se panství dostalo do vlastnictví rodu Schwarzenbergů. Jelikož tvrz nevyhovovala jeho nárokům, nechal Ferdinand Vilém, kníže ze Schwarzenbergu vystavět na jejím místě nový zámeček s hospodářským zázemím (hospodářským dvorcem). Schwarzenbergové později objekt zámku a dvorce ještě nechali několikrát přestavět a v rámci těchto úprav část zámku přeměnili na pivovar. Zámek i hospodářský dvůr vlastnili Schwarzenbergové až do roku 1945, kdy jim byl zámek s hospodářským dvorem zkonfiskován.
Založení Panského rybníka nejspíše souviselo s budováním nebo přestavbami Jinonického zámečku případně se zvýšenou potřebou vody nutné k provozu zámku s hospodářským dvorem a posléze i pro pivovarnické technologie. Vodním zdrojem byl Jinonický potok a prameny na úpatí stolové hory Vidoule.

#### Nedostatek vody
Celá soustava rybníků (Panský, Jinonický a Butovický) se dlouhodobě potýká s nedostatkem vody. Hlavními příčinami byly:
- Výstavba trasy „B“ pražského metra (v oblasti stanice Nové Butovice) ke konci 80. let 20. století způsobila snížení úrovně hladiny podzemní vody.[6][pozn. 4]
- Zastavění a odvodnění většiny pramenišť Jinonického potoka během urbanizace.[1]
- Stavby v pramenné oblasti Jinonického potoka, které byly realizovány podle stavebních projektů se špatně vyřešeným hospodařením s dešťovou vodou.[6]
- Zásahy do přirozeného povodí Panského rybníka v 80. letech 20. století v souvislosti s výstavbou Jihozápadního města, kdy byly vodní plochy v horní části povodí zasypány a koryto Jinonického potoka bylo uzavřeno do trubek.[1]

Postupem doby se Panský potok stal z průtočného rybníka rybníkem pramenným, nedostávalo se mu vody, nebyl udržován, zabahnil se a zarostl mokřadní vegetací. Původní vypouštěcí cihlové zařízení se zcela rozpadlo a nebylo funkční. V okolní zelené oblasti rybníka se začaly množit ve velkém divoké skládky a rybník začal být obklopen torzy usychajících polorozlámaných vrb. Průměrná hloubka relativně malého Panského rybníka (ovlivněná nedostatkem vody) se pohybovala jen okolo jednoho metru, což podporovalo jeho neustálé zarůstání orobincem.

#### Revitalizace Panského rybníka
Cílem revitalizace nebylo získání nových zdrojů vody, ale především vyčištění rybníka a rehabilitace celého okolního zeleného území. V roce 2006 byly na jaře revitalizační práce zahájeny odbahněním rybničního dna a úklidem všech okolních divokých skládek. Bylo instalováno nové vypouštěcí zařízení z kamene navržené tak, aby v okolí rybníka působilo co nejméně rušivě. Břehy Panského rybníka byly vyčištěny, doplněny humusem a osety travním semenem. Předposlední fází bylo zmlazení okolních vrb a jejich prořezání (tzv. seřezání „na hlavu“). Posledním a závěrečným krokem pak byla výsadba mokřadních rostlin a nových stromů. Na podzim roku 2006 byl Panský rybník znovu napuštěn.

### Další vodní zdroje
Odvodnění pramenišť, přetvarování území kolem rybníka a další necitlivé (a nevratné) zásahy do vodního hospodářství kaskády jinonických rybníků implikují snahu vlastníka této lokality o zajištění co největšího množství vody pro tuto oblast.
- „Boj o vodu“ byl zahájen svedením části dešťových vod z výstavby nových objektů v areálu Jinonického zámku.[1]

- Svedením vod z vidoulského vodojemu do zeleného pásu u ulice Schwarzenberská v roce 2016 se podařilo obnovit prameniště Jinonického potoka.[6] Získané množství vody bylo ale malé a nestačilo pro řádné napájení celé rybniční soustavy.[6]

- V roce 2017 byla provedena obnova části Jinonického potoka nad Panským rybníkem, do kterého je voda přiváděna z 1,2 km vzdáleného vidoulského vodojemu.[1]

- Rekonstrukce poškozeného a zcela zarostlého potrubí mezi Panským a Jinonickým rybníkem byla provedena v roce 2018.[6] Návazný projekt (realizovaný v říjnu 2018[8]) zajistil svedení části dešťových vod z nové výstavby na Vidouli[pozn. 7] do Panského rybníka, čímž se po dlouhé době podařilo zajistit větší množství vody.[6][pozn. 8] (Ve výsledku došlo i k napuštění v jinonické kaskádě posledního rybníka – Butovického.[6])

I nadále se řeší otázka hledání dalších zdrojů vody. Nadějným se jeví myšlenka využití dešťových vod z připravované výstavby silničního okruhu (Radlické Radiály). Zde získaná voda by po předčištění měla být svedena do Jinonického potoka a Panského rybníka. Dalším zdrojem vody by mělo být dokončení obnovy historického vidoulského vodovodu.

### Ochrana přírody
Panský rybník je nádrž přírodního charakteru s vyvinutým litorálem tvořeným především orobincem širokolistým; v břehové linii lze nalézt několik starých vrb a mladé olše. Biodiverzitní botanicko–zoologický průzkum prováděný v roce 2007 zde nalezl 49 druhů rostlin a 29 druhů motýlů. Obojživelníci jsou zastoupeni skokanem skřehotavým, ropuchou obecnou, ropuchou zelenou a čolkem obecným. Z ptáků bylo zjištěno pravidelné hnízdění lysky černé a slípky zelenonohé.

Flora a fauna Panského rybníka
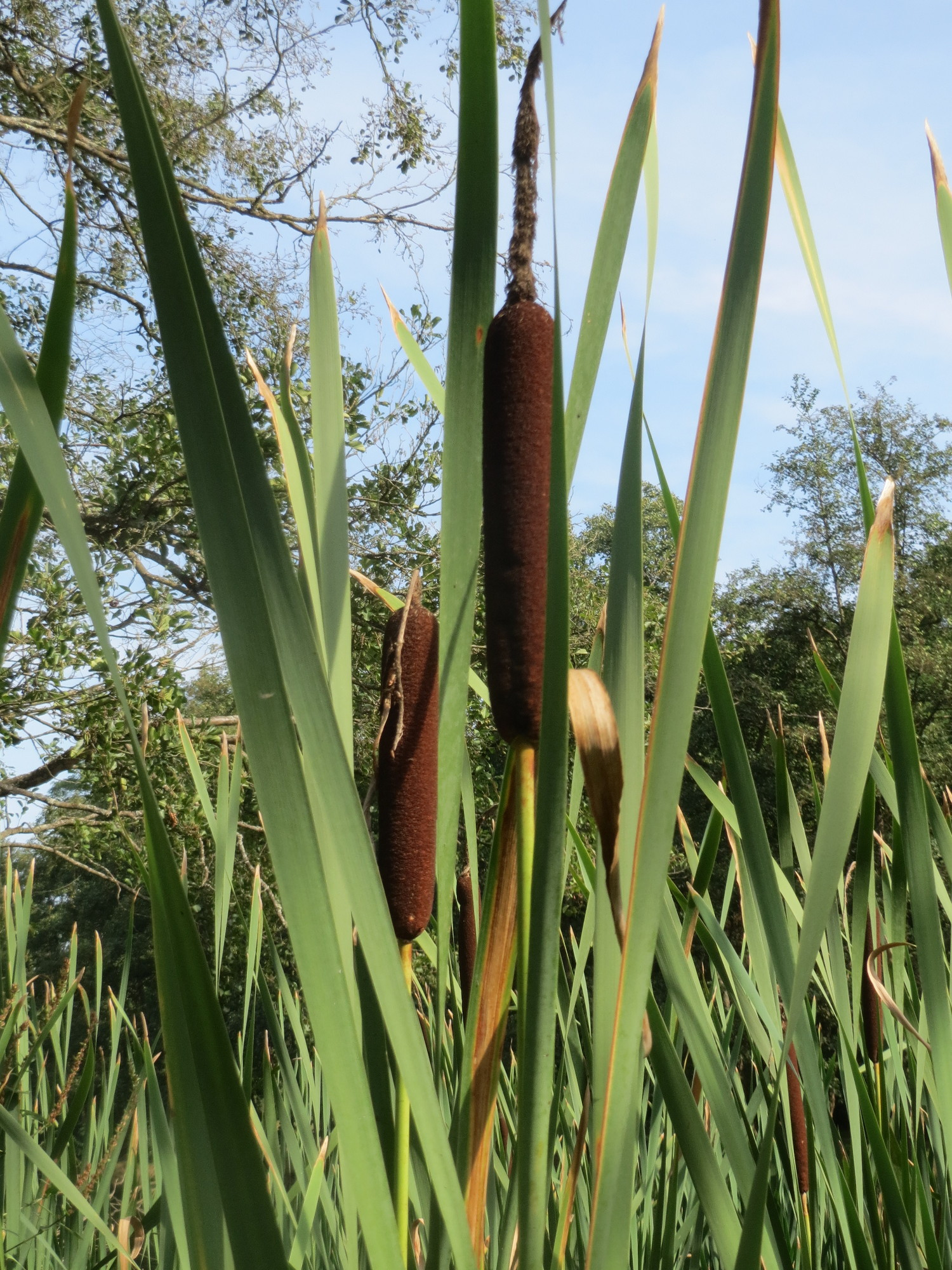
Orobinec širokolistý
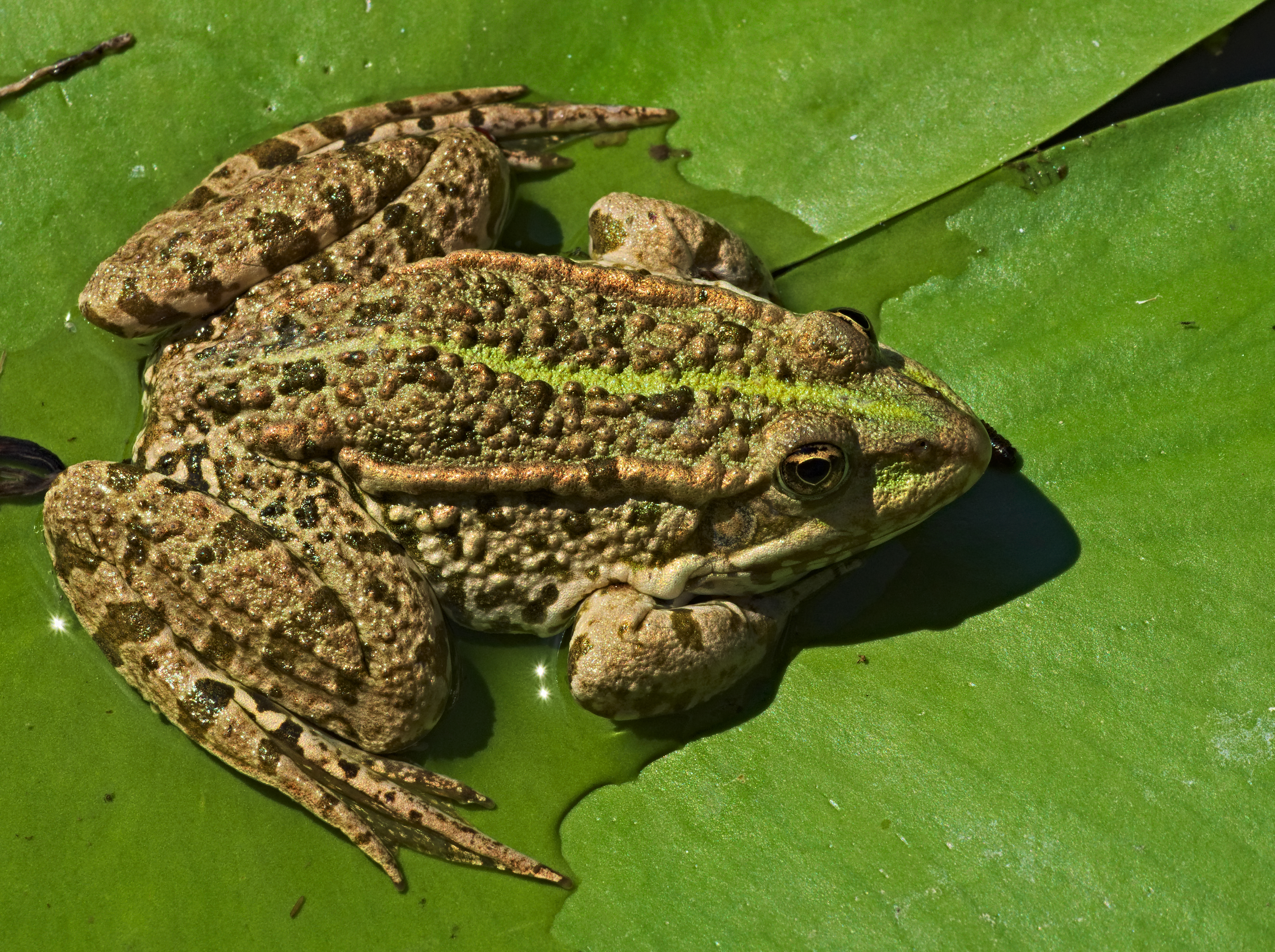
Skokan skřehotavý
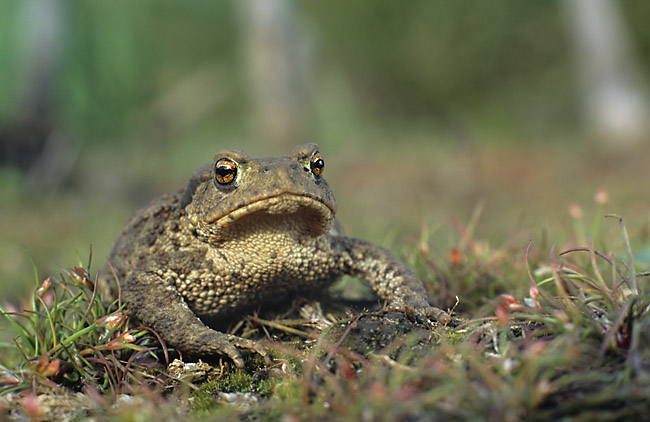
Ropucha obecná
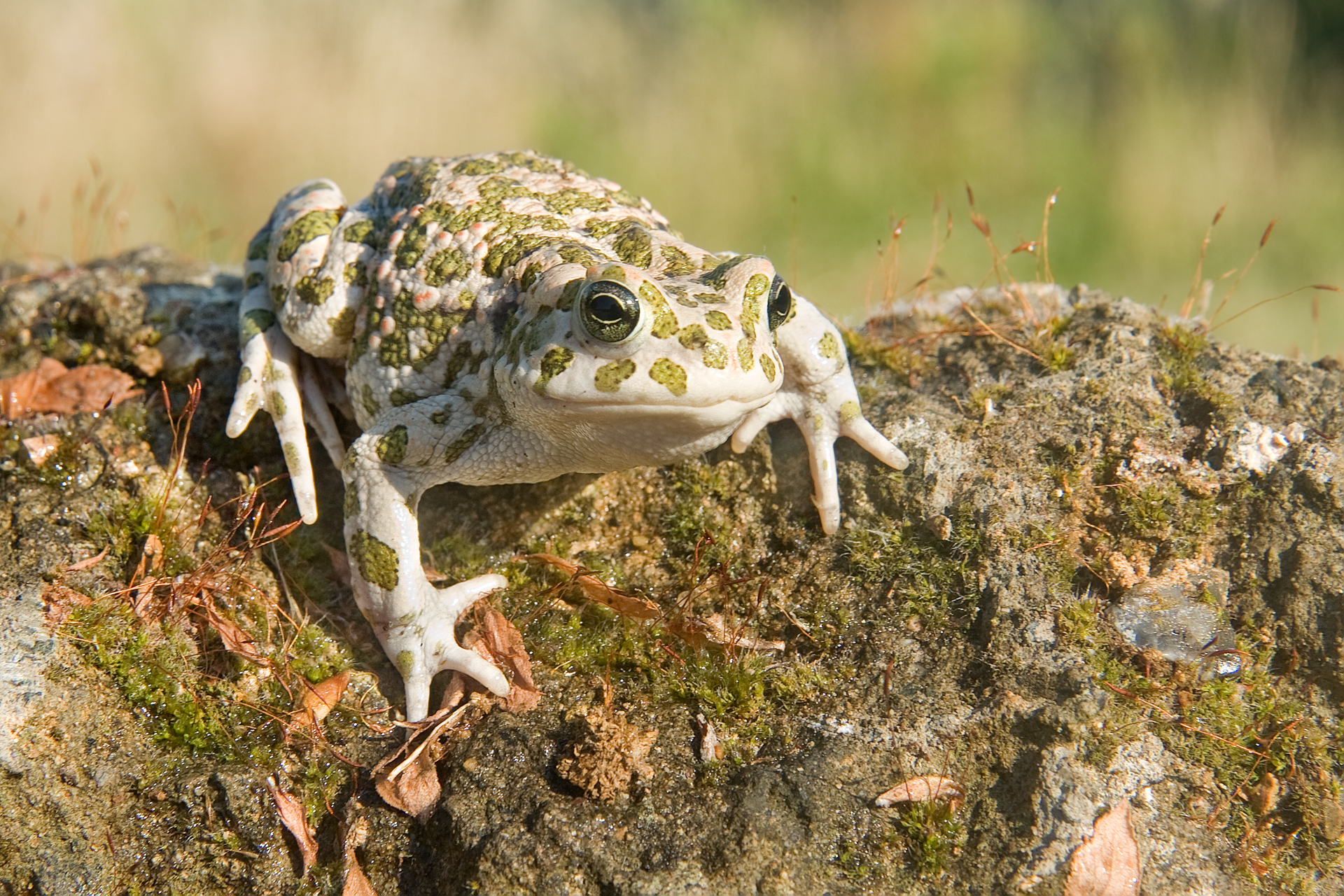
Ropucha zelená
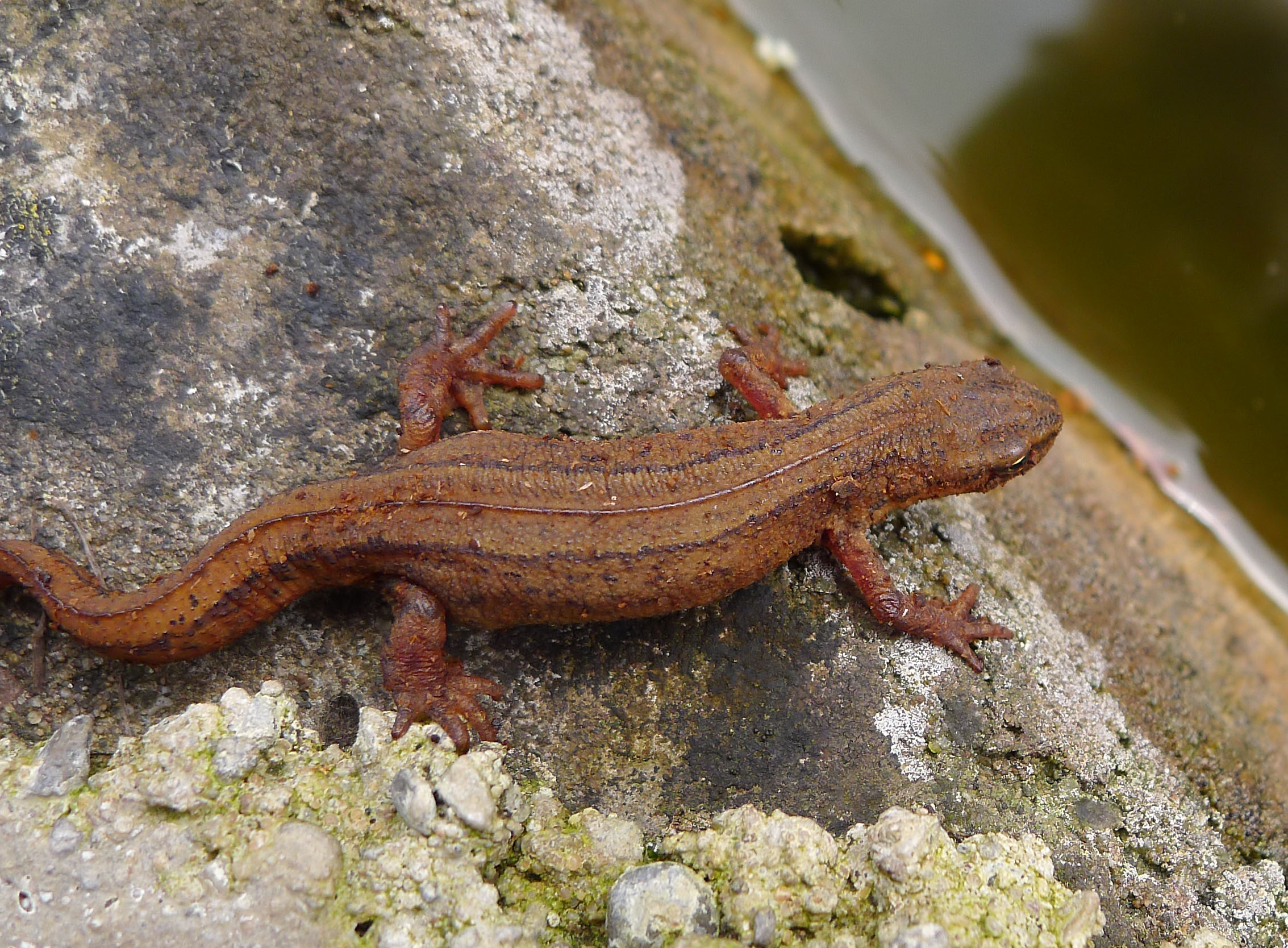
Čolek obecný
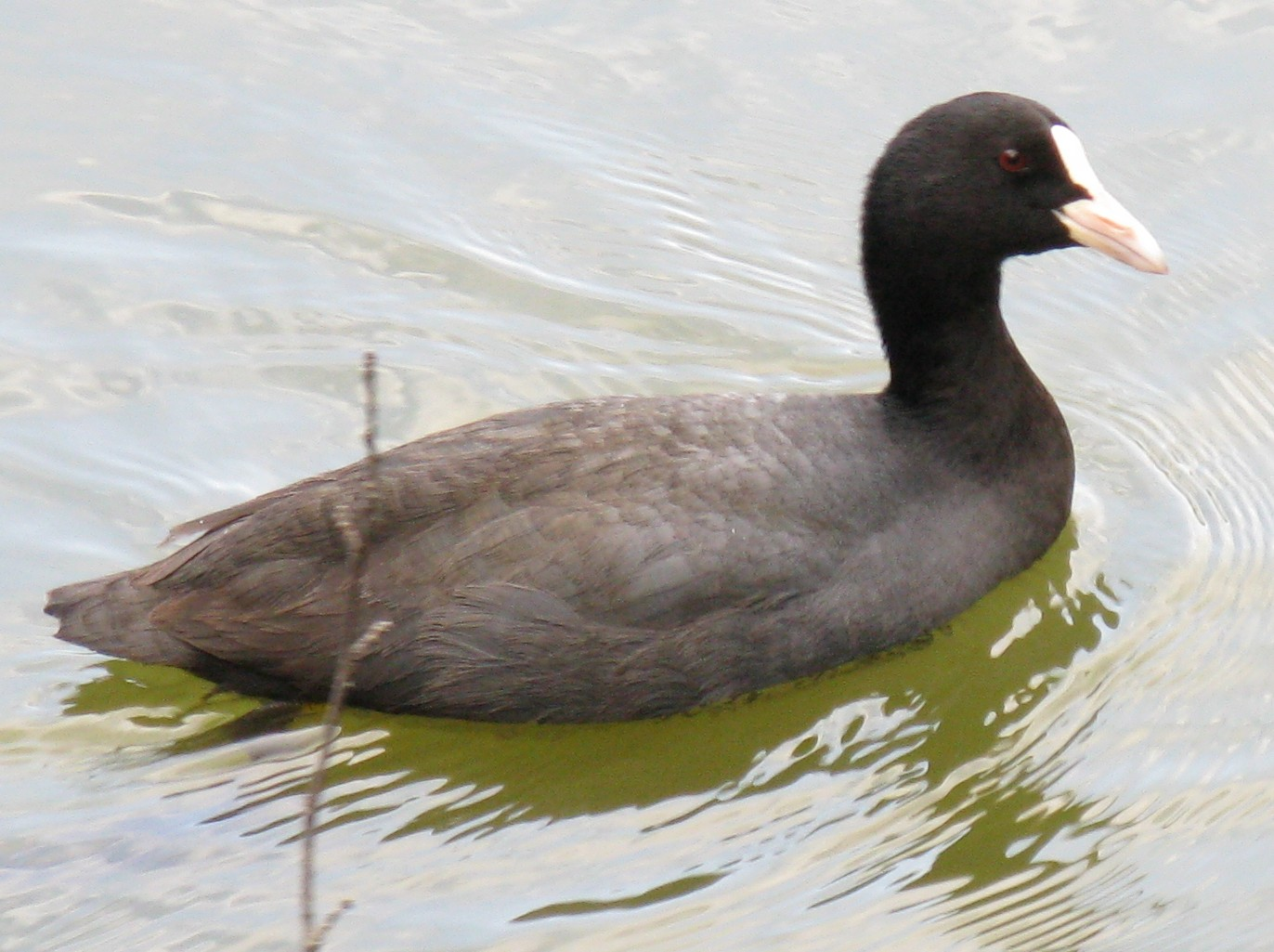
Lyska černá
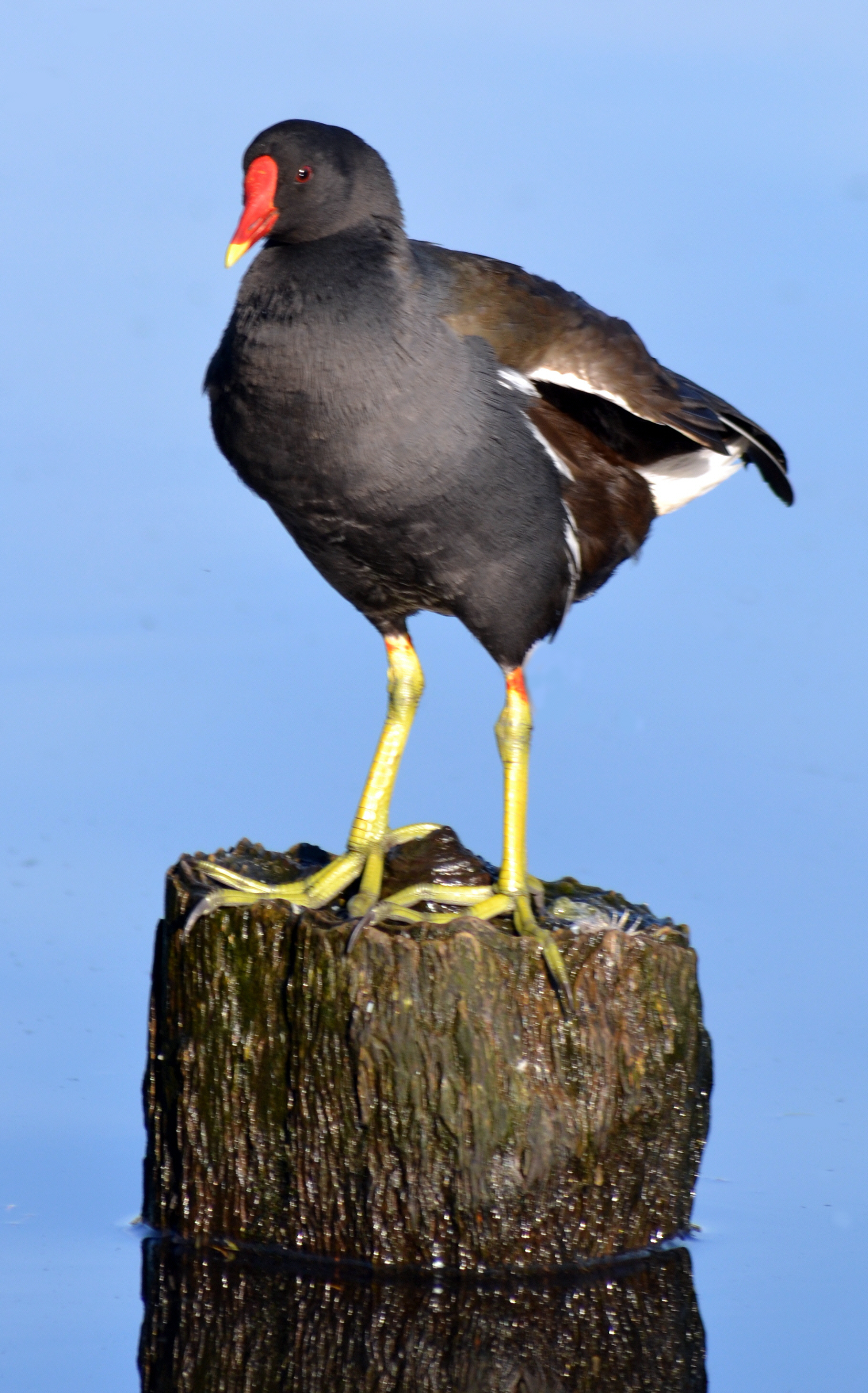
Slípka zelenonohá

## Galerie

Panský rybník a okolí v proměnách času
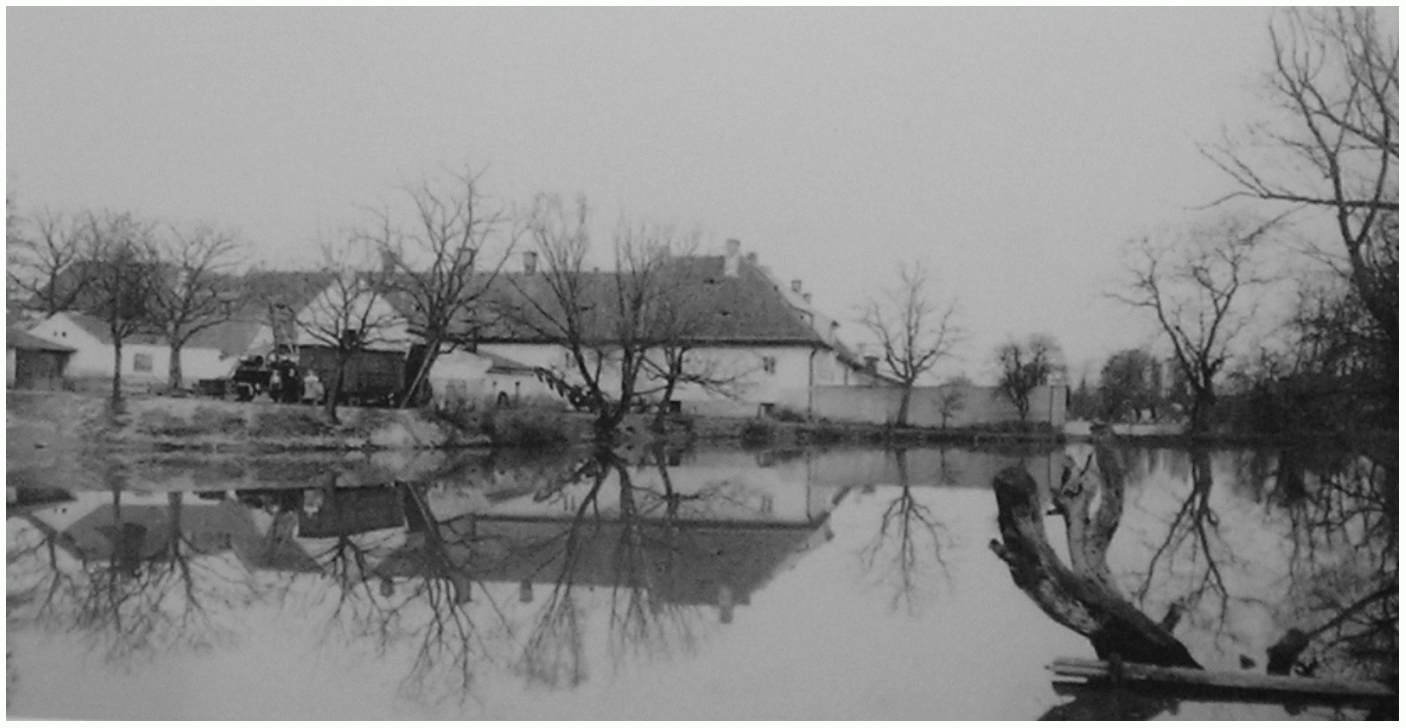
Zámecký (Panský) rybník, pohled od západu, v pozadí Jinonický zámek (před rokem 1940)
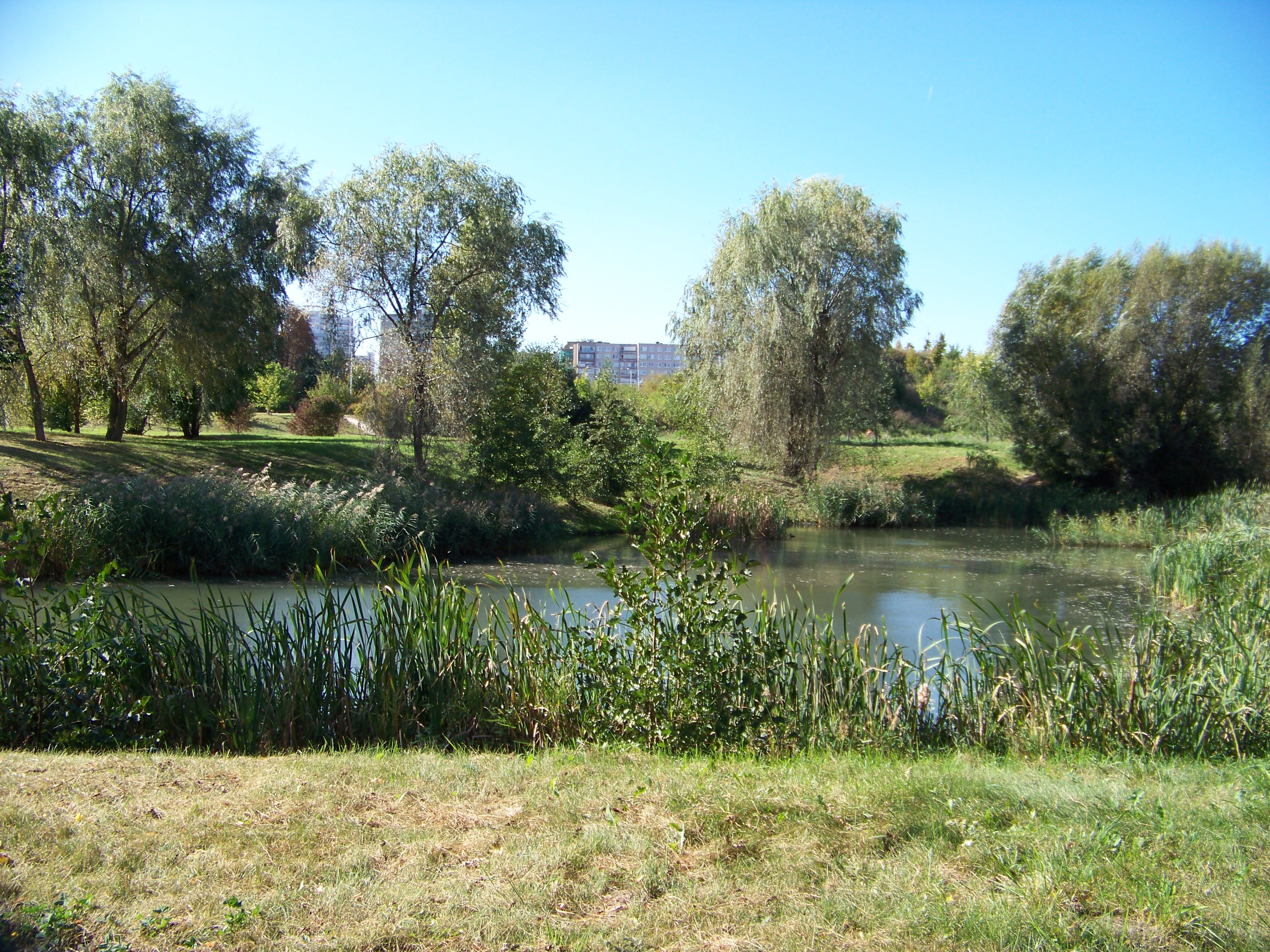
Pohled od východu (rok 2011)
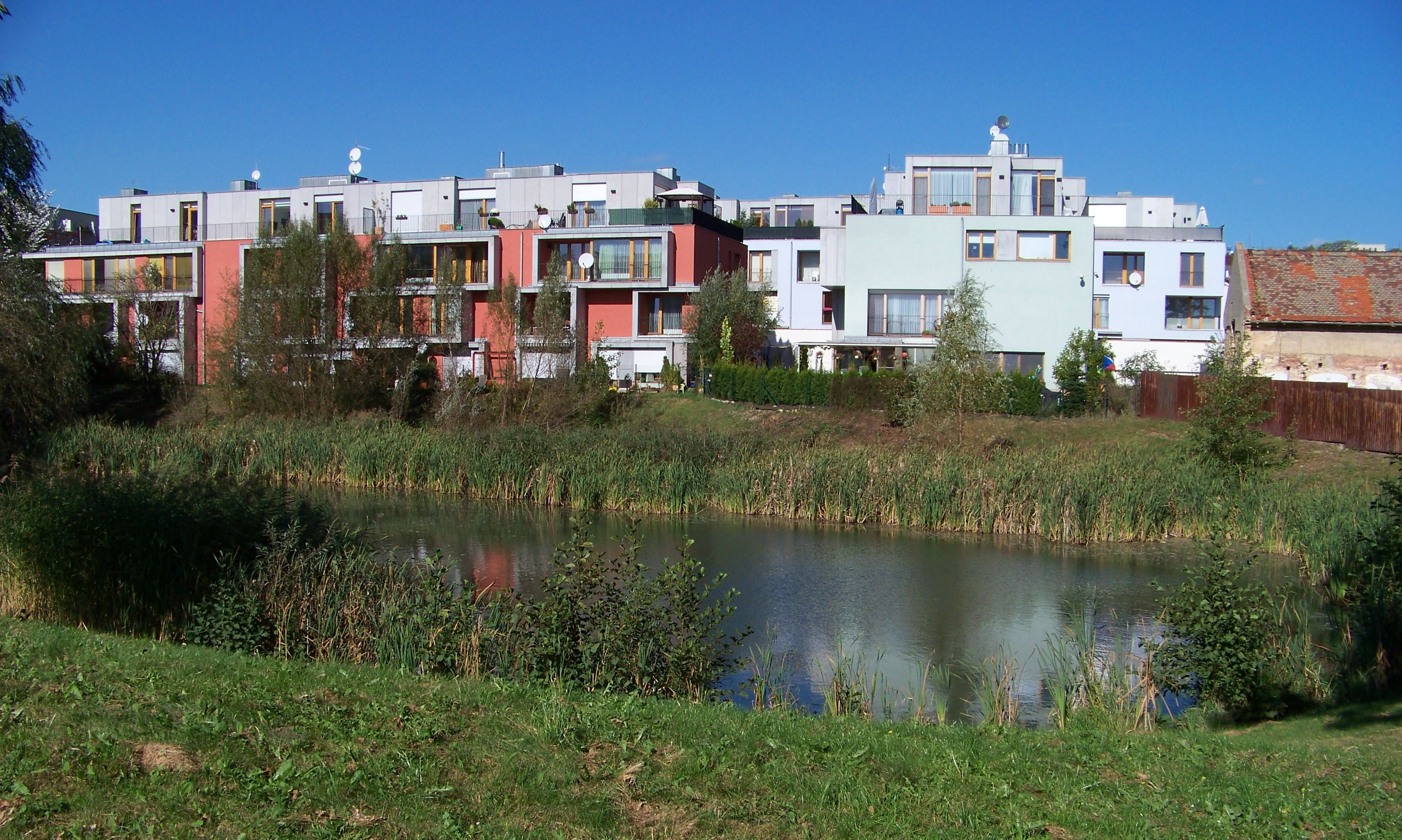
Pohled od jihu, v pozadí nová výstavba „Vila Park Jinonice“ (rok 2011)
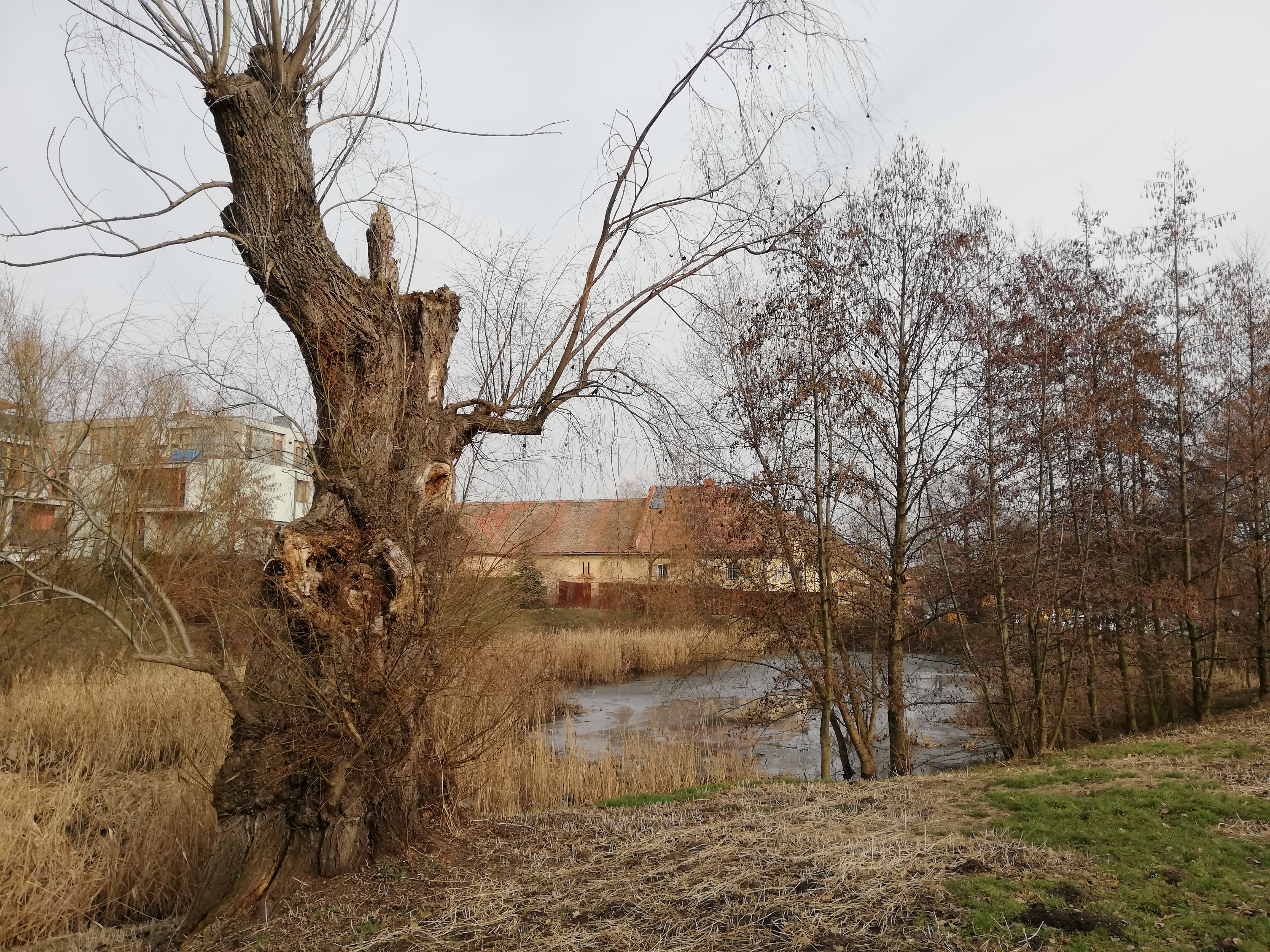
Pohled od západu, v pozadí Jinonický zámek (únor 2021)

## Technická data
- Katastrální území: Praha 5 – Jinonice[1]
- Vodní tok: Jinonický potok[1]
- ČHDP: 1 – 12 – 01 – 011[1][9][pozn. 9]
- Typ nádrže: průtočná[1]
- Účel nádrže: krajinotvorný a ekologický[1]
- Plocha hladiny: 2 409 m2 [1]
- Objem nádrže: 3 702 m3[1]
- Typ vzdouvací stavby: zemní hráz[1]
- Vlastník: Hlavní město Praha[1]
- Správa: Lesy hlavního města Prahy[1]